# فهرست خودروهای ب‌ام‌و
بِ‌اِم‌وِ (به آلمانی: BMW) که کوتاه‌شدهٔ عبارتِ «بایِریشه موتورن وِرکه» (به آلمانی: Bayerische Motoren Werke) است و در فارسی معمولاً بِ‌اِم‌وِ تلفظ می‌شود، به‌معنای صنایع موتوریِ باواریا است، یک شرکت خودروساز آلمانی است، که از تولیدکنندگان بنام خودروهای لوکس و موتورسیکلت در جهان به‌شمار می‌آید. دفتر مرکزی این شرکت در شهر مونیخ قرار دارد. این شرکت تا سال ۱۹۴۵ در زمینه تولید موتور هواپیما هم فعال بود
شرکت ب‌اِم‌وِ در سال ۱۹۱۶ توسط فرانتس یوزف پوپ تأسیس شد. این شرکت مالک شرکت‌های رولز-رویس موتور کارز و مینی است. در سال ۲۰۱۵ ب‌ام‌و با ۲٬۲۷۹٬۵۰۳ دستگاه وسیلهٔ نقلیه دوازهمین تولیدکننده بزرگ خودرو در جهان بود. این شرکت در حال حاضر در کشورهای آلمان، برزیل، چین، هند، آفریقای جنوبی، انگستان و ایالات متحده آمریکا کارخانه تولید اتومبیل دارد.
امروزه اکثریت سهام بِ‌اِم‌وِ در اختیار خانوادهٔ کوانْدْت قرار دارد (اشتفان کواندت ۲۹٪، و سوزان کوانْدْت کلاتن ۲۱٪). حدود نیمی از سهام این شرکت نیز در بازار بورس فرانکفورت در دسترس عموم سهامداران است.
از کلاس‌های مختلف ب ام و که در دهه گذشته در خط تولید قرار داشته‌اند می توان به نمونه های زیر اشاره کرد:
- ب ام و سری ۱ در بخش خودروهای کلاس بدنه شهری سایز کوچک، کوپه (Coupe) و روباز (Convertible)
- ب ام و سری ۲ در بخش خودروهای کلاس بدنه شهری سایز کوچک، کوپه (Coupe) و روباز (Convertible) و GT
- ب ام و سری ۳ در بخش خودروهای کلاس بدنه اسپرت سدان سایز کوچک (Compact Sedan)
- ب ام و سری ۴ در بخش خودروهای کلاس بدنه اسپرت سدان سایز کوچک (Compact Sedan)
- ب ام و سری ۵ در بخش خودروهای کلاس بدنه سایز متوسط (Mid Size Sedan)
- ب ام و سری ۶ در بخش خودروهای کلاس بدنه کوپه اسپرت و روباز
- ب ام و سری ۷ در بخش خودروهای کلاس بدنه سدان سایز بزرگ (Full Size Sedan)
- ب ام و سری ۸ در بخش خودروهای اسپرت سایز بزرگ
- ب ام و سری X در بخش خودروهای شاسی بلند سایز کوچک، سایز متوسط و سایز بزرگ
- ب ام و سری i در کلاس خودروهای الکتریکی و هیبریدی با توانایی بالا
- ب ام و سری M در بخش خودروهای اسپرت و تقویت شده تمامی کلاس های ذکر شده در بالا

## خودروهای کنونی

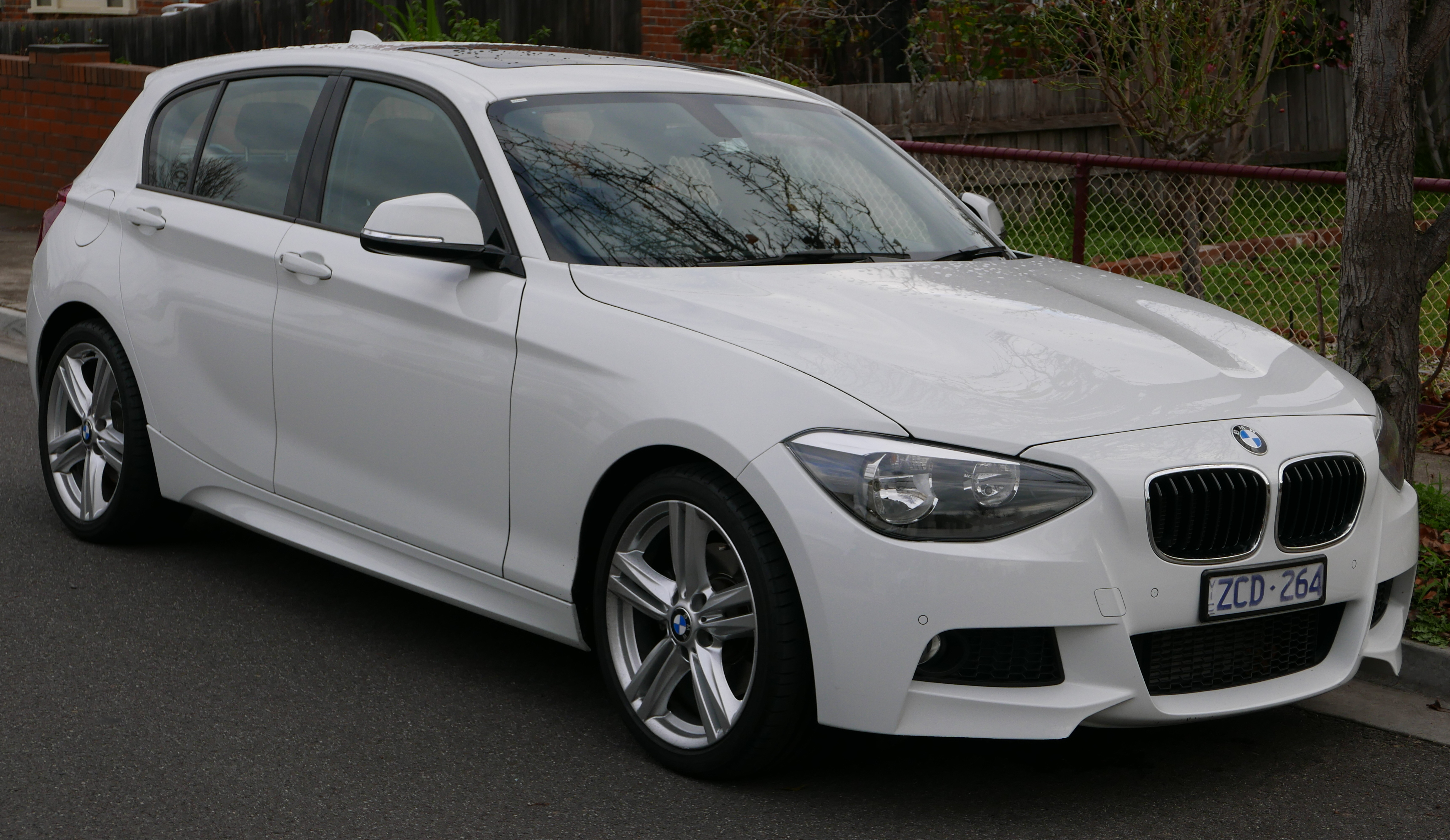
ب ام و سری ۱ F۲۰، کوچکترین مدل تولیدی ب ام و

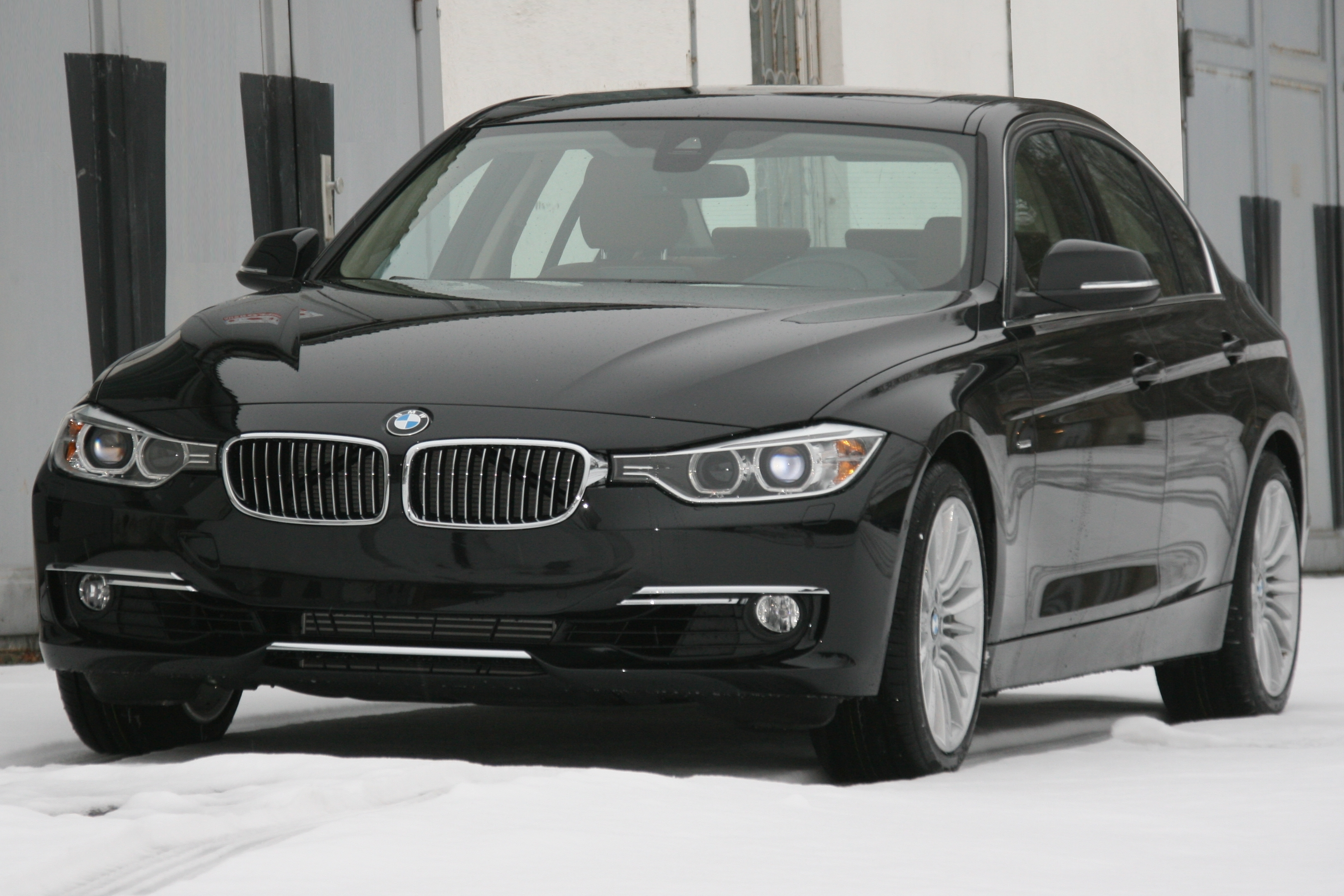
ب ام و سری ۳ F۳۰، از پرطرفدارترین مدل‌های ب ام و

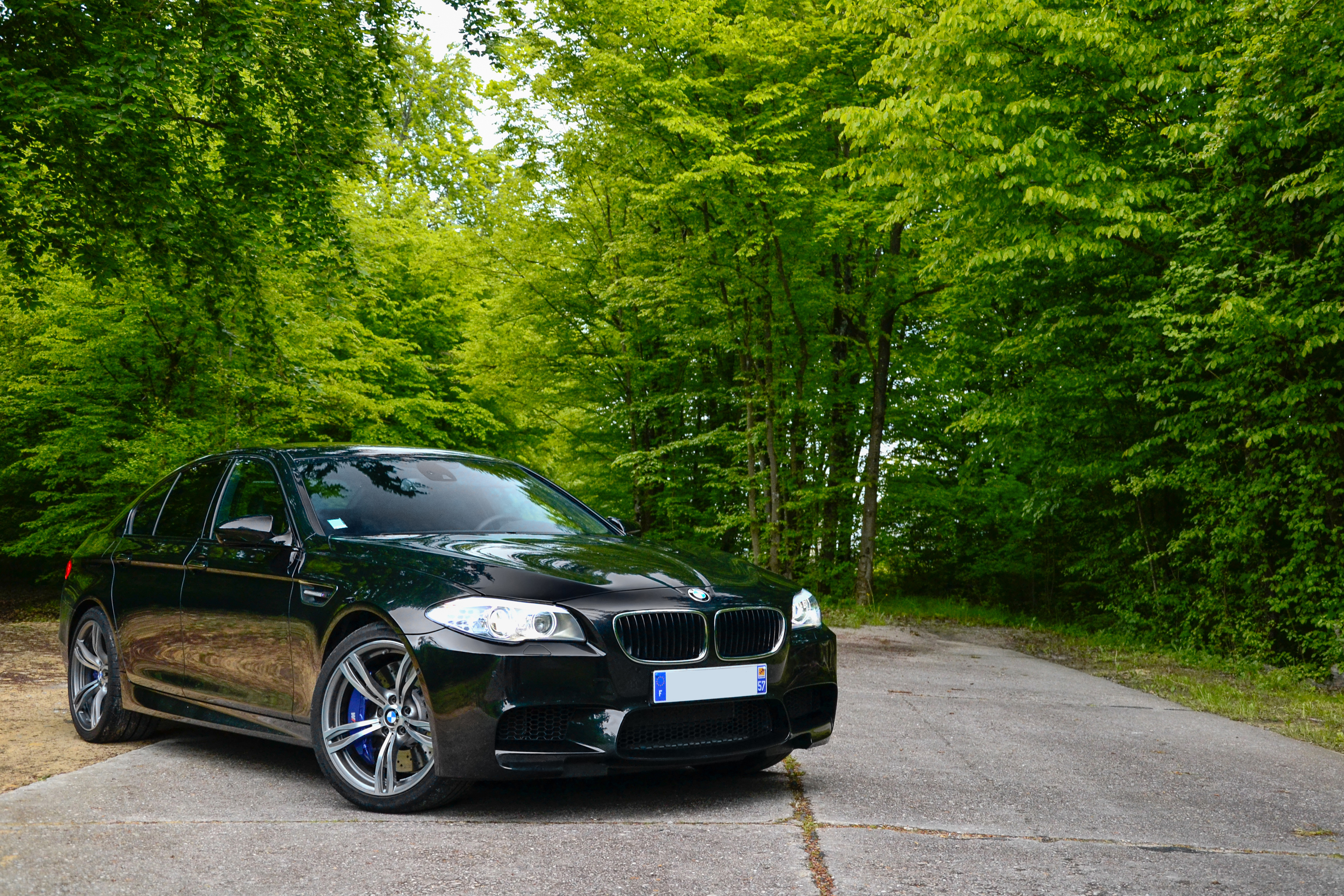
بی ام و سری ۵ از پرطرفدارترین مدل‌های بی ام و

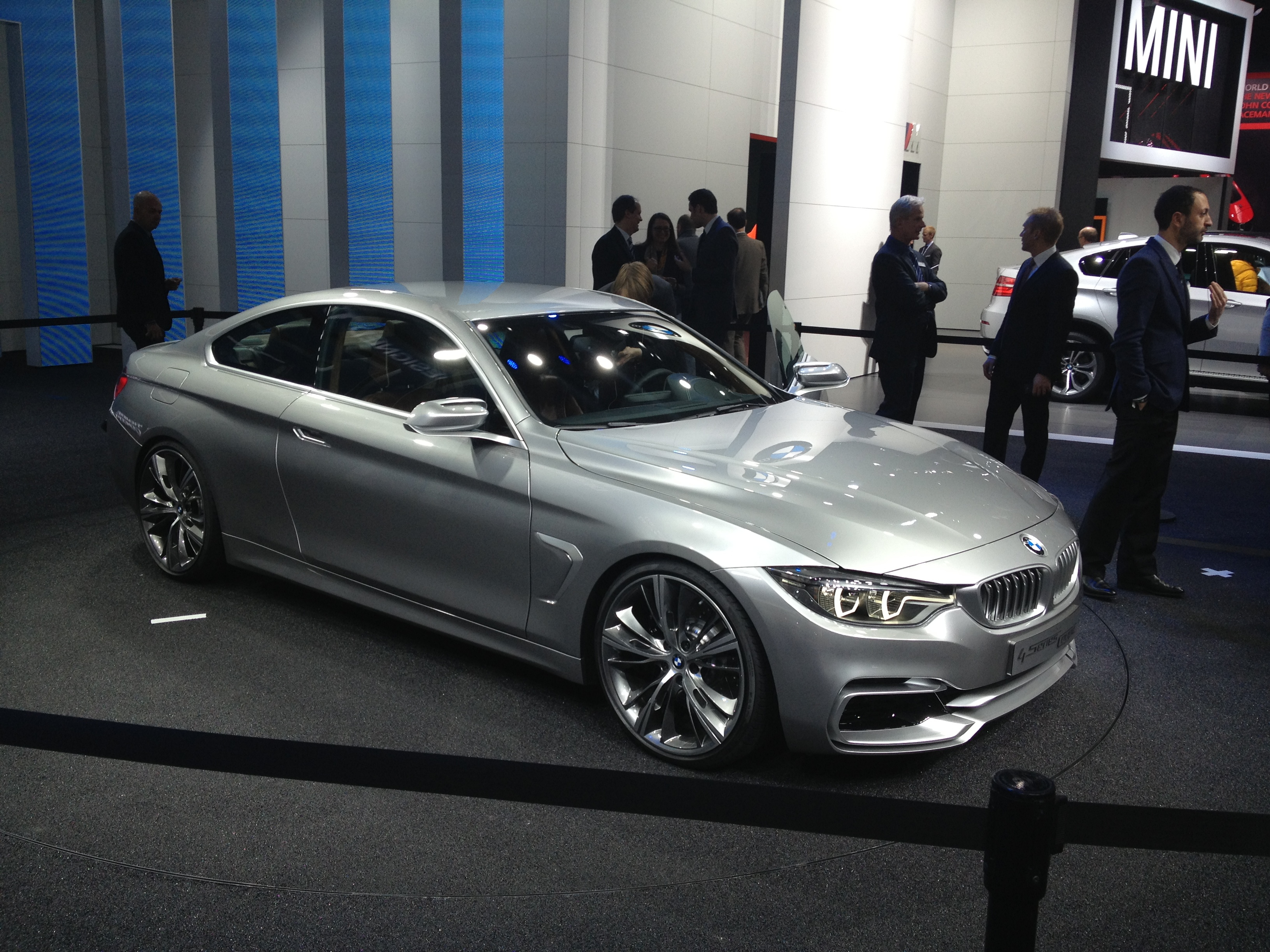
بی ام و سری ۴ کوپه

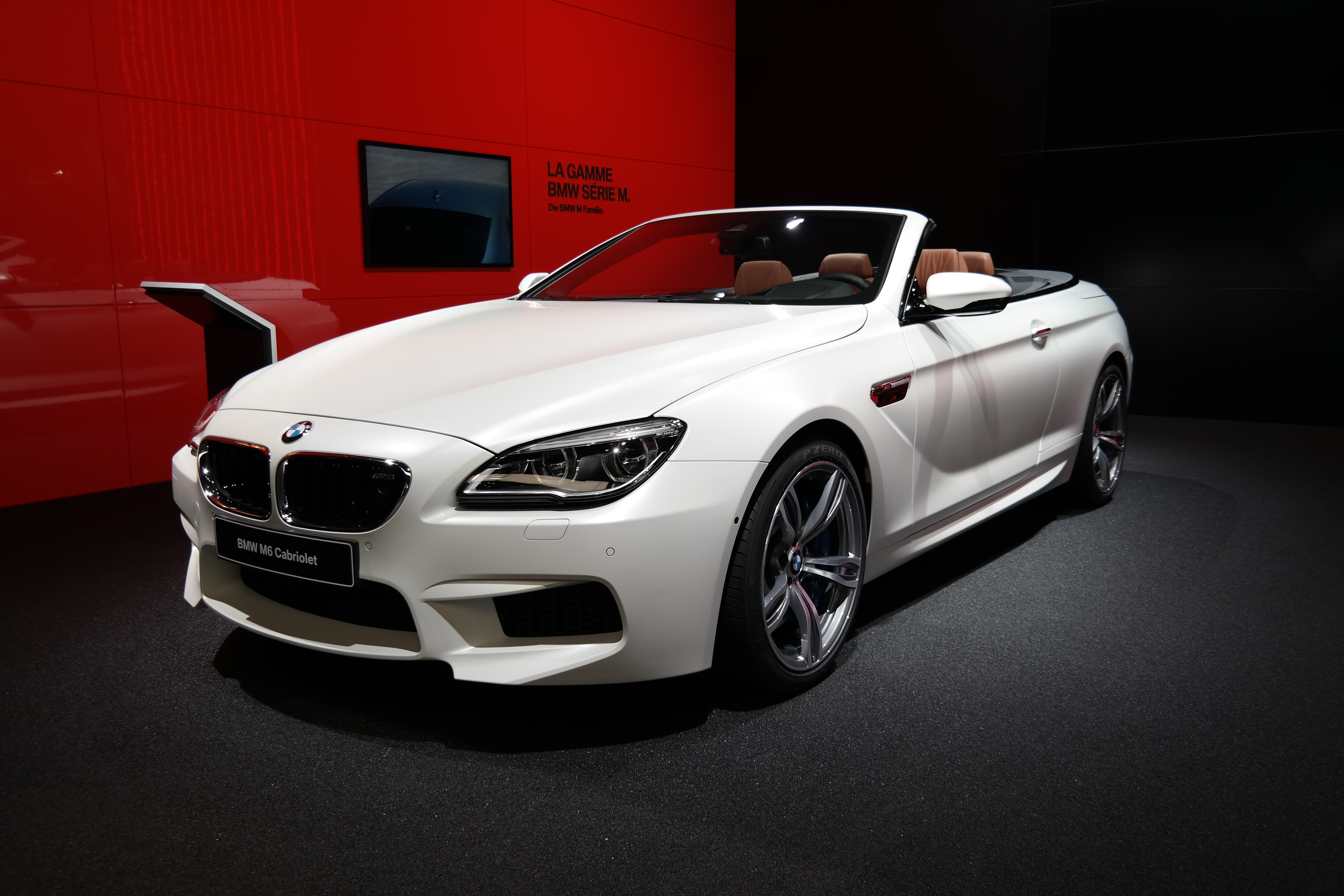
بی ام و سری ۶

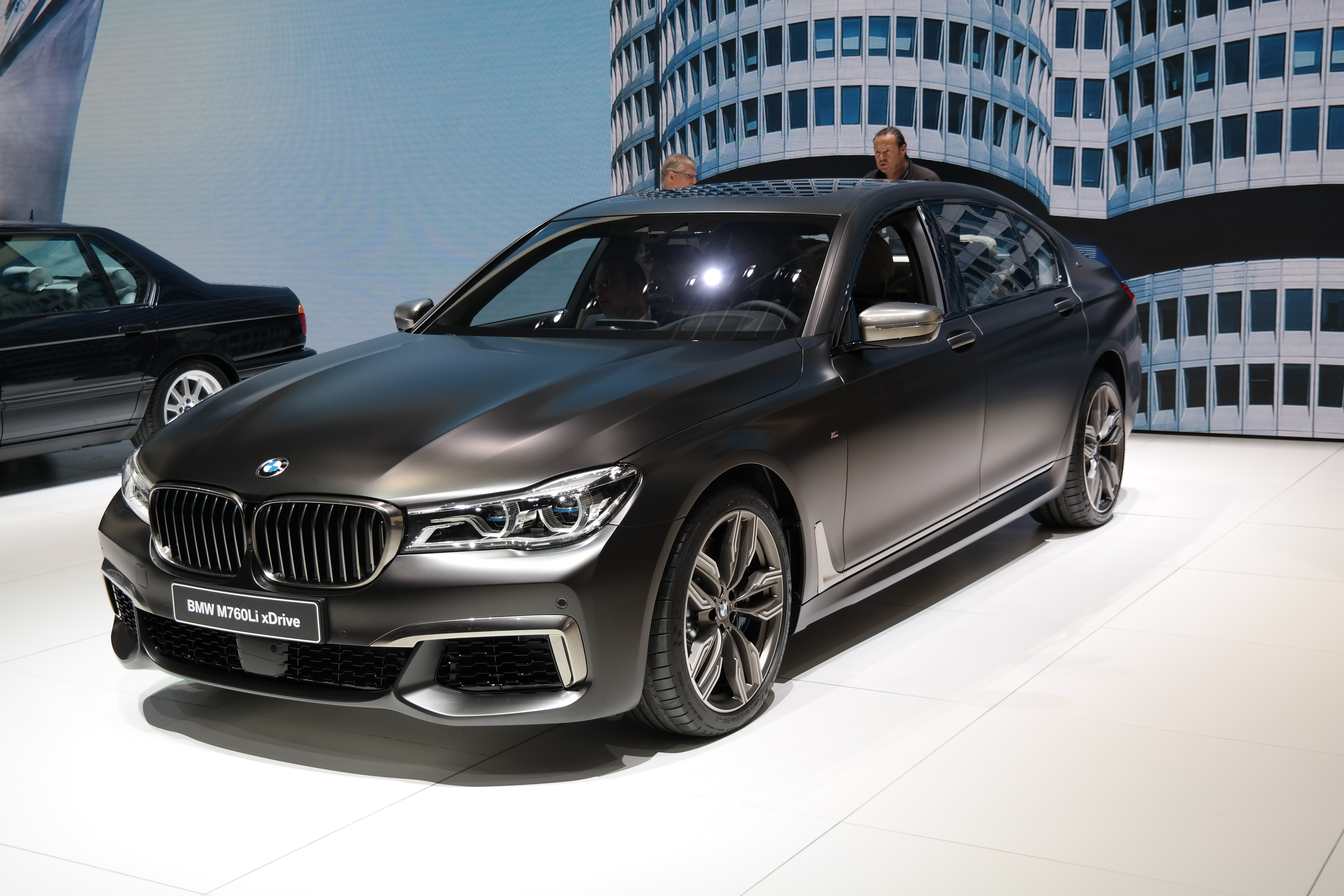
بی ام و سری ۷ لوکس

### ب‌ام‌و سری ۱
ب‌ام‌و سری ۱ کوچک‌ترین نمونه از تولیدات شرکت ب ام و بوده که از سال ۲۰۱۱ میلادی در خط تولید این شرکت قرار گرفته‌است. این خودرو که دو گونه هاچ بک (Hatchback) سه در و پنج در و سدان تولید شده، در کشورهای مختلفی مانند چین، هند و برزیل نیز تولید می‌گردد.
از مدل‌ها و تیپ‌های مختلف و مشهور ب ام و سری ۱ می‌توان به نمونه‌های زیر اشاره کرد:
- ب‌ام‌و سری ۱ مدل ۱۱۶i بنزینی
- ب‌ام‌و سری ۱ مدل ۱۱۸i بنزینی
- ب‌ام‌و سری ۱ مدل ۱۲۵i بنزینی
- ب‌ام‌و سری ۱ مدل M 135i بنزینی
- ب‌ام‌و سری ۱ مدل M 140i بنزینی
- ب‌ام‌و سری ۱ مدل ۱۱۴d دیزل
- ب‌ام‌و سری ۱ مدل ۱۱۶d دیزل
- ب‌ام‌و سری ۱ مدل ۱۱۸d دیزل
- ب‌ام‌و سری ۱ مدل ۱۲۰d دیزل
- ب‌ام‌و سری ۱ مدل ۱۲۵d دیزل

در سال ۲۰۱۵ میلادی ب‌ام‌و سری مورد بازطراحی قرار گرفت و با ظاهری جدید به مشتریان عرضه شد. در سال ۲۰۱۵ نیز مدل سدان سایز کوچک این خودرو نیز به بازار معرفی گردید که تولید آن از سال ۲۰۱۷ میلادی آغاز شده‌است.

### ب‌ام‌و سری ۲
ب‌ام‌و سری ۲ نیز از مدل‌های جدید شرکت ب ام و بوده و برای اولین بار در سال ۲۰۱۳ میلادی و با نام مدل سال ۲۰۱۴ میلادی به بازارهای جهانی عرضه گردید. این خودرو که نمونه ای لوکس و مجهز در کلاس بدنه خودروهای کوپه سایز کوچک (Compact Coupe)، سقف جمع شونده و روباز (Convertible) و MPV تولید شده، از جدیدترین تولیدات این شرکت به حساب می‌آید.
ب ام و سری ۲ با استفاده از موتورها و پیشرانه‌های مجهز به سیستم توربوشارژر مختلف همانند ب ام و سری ۱ به بازار عرضه شده که توانایی و قابلیت‌های متفاوتی را از خود به نمایش می‌گذارد. از مدل‌های مختلف ب ام و سری ۲ می‌توان به نمونه‌های زیر اشاره نمود:
- ب‌ام‌و سری ۲ مدل ۲۱۸i بنزینی
- ب‌ام‌و سری ۲ مدل ۲۲۰i بنزینی
- ب‌ام‌و سری ۲ مدل ۲۲۸i بنزینی
- ب‌ام‌و سری ۲ مدل ۲۳۵iM بنزینی
- ب‌ام‌و سری ۲ مدل M240i بنزینی
- ب‌ام‌و سری ۲ مدل پرقدرت M2 بنزینی
- ب‌ام‌و سری ۲ مدل ۲۱۸d دیزل
- ب‌ام‌و سری ۲ مدل ۲۲۰d دیزل
- ب‌ام‌و سری ۲ مدل ۲۲۵d دیزل

این شرکت یک مدل با نام ب‌ام‌و سری M235i را نیز تولید نموده که با توجه به قدرت بسیار بالا و توانی‌های دینامیکی خاص توسط بخش مسابقه ای این شرکت (BMW Motorsport) مورد استفاده قرار می‌گیرد.

### ب‌ام‌و سری ۳
یکی از محبوب‌ترین و مشهورترین مدل این این شرکت بدون شک ب‌ام‌و سری ۳ است. ب ام و سری ۳ که از سال ۱۹۷۵ میلادی و با توجه به موفقیت نمونه‌های اولیه ای مانند ب‌ام‌و کلاس ۰۲ مانند نمونه‌های بسیار مشهور ۲۰۰۲ و ۱۶۰۰ ساخته شد.
ب ام و سری سال تا به حال در ۵ نسل مختلف تولید شده و در حال حاضر در نسل ششم خود به سر می‌برد. نسل‌های مختلف ب‌ام‌و سری ۳ عبارتند از:
- ب ام و سری ۳ نسل اول محصول سالهای ۱۹۷۵ میلادی تا ۱۹۸۳ میلادی
- ب ام و سری ۳ نسل دوم محصول سالهای ۱۹۸۳ میلادی تا ۱۹۹۱ میلادی
- ب ام و سری ۳ نسل سوم محصول سالهای ۱۹۹۱ میلادی تا ۲۰۰۰ میلادی
- ب ام و سری ۳ نسل چهارم محصول سالهای ۲۰۰۰ میلادی تا ۲۰۰۶ میلادی
- ب ام و سری ۳ نسل پنجم محصول سالهای ۲۰۰۴ میلادی تا ۲۰۱۳ میلادی
- ب ام و سری ۳ نسل ششم محصول سال ۲۰۱۱ تا کنون

ب ام و سری ۳ نسل ششم در سه گونه سدان ۴ در، استیشن واگن ۵ در و هاچ بک ۵ در تولید شده و یکی از اسپرت‌ترین خودروهای موجود در این کلاس بدنه در بازارهای جهانی به حساب می‌آید. از مدل‌های موفق ب ام و سری ۳ که در حال حاضر در خط تولید این شرکت قرار دارد می‌توان به نمونه‌های زیر اشاره کرد:
- ب ام و سری ۳ مدل ۳۱۸i بنزینی
- ب ام و سری ۳ مدل ۳۲۰i بنزینی
- ب ام و سری ۳ مدل ۳۳۰i بنزینی
- ب ام و سری ۳ مدل ۳۴۰i بنزینی
- ب ام و سری ۳ مدل M3
- ب ام و سری ۳ مدل ۳۱۶d سدان دیزل
- ب ام و سری ۳ مدل ۳۱۸d سدان دیزل
- ب ام و سری ۳ مدل ۳۲۰d سدان دیزل
- ب ام و سری ۳ مدل ۳۲۵d سدان دیزل
- ب ام و سری ۳ مدل ۳۳۰d سدان دیزل
- ب ام و سری ۳ مدل ۳۳۰ iPerformance

### ب ام و سری ۴
ب ام و سری ۴ نیز مانند ب ام و سری ۱ و ب ام و سری ۲ از تازه واردان سری‌های مختلف ب ام و است. ب ام و سری ۴ یک خودروی لوکس و پرقدرت بوده که فضای خالی مابین ب ام و سری ۵ و ب ام و سری ۳ را پر نموده و توانایی‌های بالای ب ام و سری ۳ را در کنار تجهیزات مدرن و لوکس ب ام و سری ۵ و کلاس بدنه کوپه به مشتریان عرضه می‌نماید.
ب ام و سری ۴ برای اولین بار در سال ۲۰۱۴ میلادی به بازار عرضه شد. از مدل‌های مختلف این خودرو می‌توان به نمونه‌های زیر اشاره نمود:
- ب ام و سری ۴ مدل ۴۱۸i کوپه بنزینی
- ب ام و سری ۴ مدل ۴۲۰i کوپه بنزینی
- ب ام و سری ۴ مدل ۴۳۰i کوپه بنزینی
- ب ام و سری ۴ مدل ۴۴۰i کوپه بنزینی
- ب ام و سری ۴ مدل M4
- ب ام و سری ۴ مدل ۴۱۸d کوپه دیزل
- ب ام و سری ۴ مدل ۴۱۸d کوپه دیزل
- ب ام و سری ۴ مدل ۴۲۰d کوپه دیزل
- ب ام و سری ۴ مدل ۴۲۵d کوپه دیزل
- ب ام و سری ۴ مدل ۴۳۰d کوپه دیزل
- ب ام و سری ۴ مدل ۴۳۵d کوپه دیزل

### ب ام و سری ۵
ب ام و سری ۵ نیز مانند مدل‌های مختلف ب ام و سری ۳ از محبوبیت و اقبال بسیار خوبی برخوردار بوده‌است. ب ام و سری ۵ برای اولین بار در سال ۱۹۷۲ میلادی به بازارهای جهانی خودرو عرضه گردید.
ب ام و سری ۵ تا بحال شش نسل موفق را پشت سر گذاشته و نسل هفتم آن از سال ۲۰۱۶ میلادی تا کنون در دسترس علاقمندان این خودرو قرار دارد. نسل‌های ب ام و سری ۵ عبارتند از:
- ب ام و سری ۵ نسل اول محصول سالهای ۱۹۷۲ میلادی تا ۱۹۸۱ میلادی
- ب ام و سری ۵ نسل دوم محصول سالهای ۱۹۸۱ میلادی تا ۱۹۸۸ میلادی
- ب ام و سری ۵ نسل سوم محصول سالهای ۱۹۸۸ میلادی تا ۱۹۹۵ میلادی
- ب ام و سری ۵ نسل چهارم محصول سالهای ۱۹۹۵ میلادی تا ۲۰۰۳ میلادی
- ب ام و سری ۵ نسل پنجم محصول سالهای ۲۰۰۳ میلادی تا ۲۰۱۰ میلادی
- ب ام و سری ۵ نسل ششم محصول سالهای ۲۰۱۰ میلادی تا ۲۰۱۶ میلادی
- ب ام و سری ۵ نسل هفتم محصول سال ۲۰۱۶ میلادی تا کنون

ب ام و سری ۵ از ابتدای تولید در دهه ۱۹۷۰ میلادی در کلاس بدنه خودروهای سدان سایز متوسط تولید شده است.
از مدل‌های این شرکت که در حال حاضر در خط تولید قرار دارد، می‌توان به نمونه‌های زیر اشاره نمود:
- ب ام و سری ۵ مدل ۵۳۰i سدان بنزینی
- ب ام و سری ۵ مدل ۵۴۰i سدان بنزینی
- ب ام و سری ۵ مدل M550i سدان بنزینی
- ب ام و سری ۵ M5
- ب ام و سری ۵ مدل ۵۲۰d سدان دیزل
- ب ام و سری ۵ مدل ۵۳۰d سدان دیزل
- ب ام و سری ۵ مدل ۵۳۰ iPerformance

### ب ام و سری ۶
ب ام و سری ۶ ترکیبی است از وقار و زیبایی و تجمل ب ام و سری ۷ که با استفاده از پیشرانه‌های قدرتمند، توانایی‌های یک خودروی اسپرت را از خود به نمایش می‌گذارد. ب ام و سری ۶ برای اولین بار در سال ۱۹۷۶ میلادی به بازار عرضه شد و پس از عبور از دو نسل موفق از سال ۲۰۱۱ میلادی تا کنون در خط تولید شرکت ب ام و قرار دارد. نسل‌های مختلف این خودرو عبارتند از:
- ب ام و سری ۶ نسل اول محصول سالهای ۱۹۷۶ میلادی تا ۱۹۸۹ میلادی
- ب ام و سری ۶ نسل دوم محصول سالهای ۲۰۰۳ میلادی تا ۲۰۱۰ میلادی
- ب ام و سری ۶ نسل سوم محصول سال ۲۰۱۱ میلادی تا کنون

از مدل‌های ب ام و سری ۶ که در حال حاضر در خط تولید این شرکت قرار دارند می‌توان به نمونه‌های زیر اشاره نمود:
- ب ام و سری ۶ مدل ۶۴۰i کوپه بنزینی
- ب ام و سری ۶ مدل ۶۵۰i کوپه بنزینی
- ب ام و سری ۶ مدل ۶۴۰d کوپه دیزل
- ب ام و سری ۶ مدل M6 کوپه بنزینی

### ب ام و سری ۷
ب ام و سری ۷ لوکس‌ترین مجلل‌ترین نمونه تولیدی شرکت خودروسازی ب ام و به حساب می‌آید. ب ام و سری ۷ که نمونه ای در کلاس بدنه خودروهای سدان سایز بزرگ است، برای اولین بار در سال ۱۹۷۷ به بازارهای جهانی ارائه شد. نسل‌های مختلف این خودروی لوکس و گرانقیمت عبارتند از:
- ب ام و سری ۷ نسل اول محصول سالهای ۱۹۷۷ میلادی تا ۱۹۸۶ میلادی
- ب ام و سری ۷ نسل دوم محصول سالهای ۱۹۸۶ میلادی تا ۱۹۹۴ میلادی
- ب ام و سری ۷ نسل سوم محصول سالهای ۱۹۹۴ میلادی تا ۲۰۰۱ میلادی
- ب ام و سری ۷ نسل چهارم محصول سالهای ۲۰۰۲ میلادی تا ۲۰۰۸ میلادی
- ب ام و سری ۷ نسل پنجم محصول سالهای ۲۰۰۸ میلادی تا ۲۰۱۵ میلادی
- ب ام و سری ۷ نسل ششم محصول سال ۲۰۱۵ میلادی تا کنون

از مدل‌های تولیدی ب ام و سری ۷ در حال حاضر می‌توان از نمونه‌های زیر نام برد:
- ب ام و سری ۷ مدل ۷۳۰i سدان بنزینی
- ب ام و سری ۷ مدل ۷۳۰Li سدان بنزینی
- ب ام و سری ۷ مدل ۷۴۰i سدان بنزینی
- ب ام و سری ۷ مدل ۷۵۰Li سدان بنزینی
- ب ام و سری ۷ مدل ۷۵۰i سدان بنزینی
- ب ام و سری ۷ مدل ۷۶۰Li سدان بنزینی
- ب ام و سری ۷ مدل ۷۲۵d سدان دیزل
- ب ام و سری ۷ مدل ۷۲۵Ld سدان دیزل
- ب ام و سری ۷ مدل ۷۳۰d سدان دیزل
- ب ام و سری ۷ مدل ۷۳۰Ld سدان دیزل

### ب ام و سری ۸
ب ام و سری ۸ نمونه‌ای است در کلاس بدنه خودروهای کوپه سایز بزرگ که اولین بار در سال ۱۹۸۹ میلادی به بازارها جهانی خودرو عرضه گردید. بعد از نزدیک به دو دهه از خروج ب ام و سری ۸ نسل اول از خط تولید. این شرکت به تازگی برای رقابت با رقیب سنتی خود مرسدس بنز، نسل جدید از این خودرو را به بازارهای جهانی معرفی نمود. این خودرو همان‌طور که پیشتز نیز اشاره شد یک نمونه کوپه اسپرت از ب ام و سری ۷ بوده و علاوه بر امکانات فنی بسیار بالا و قدرتمند، خودرویی بسیار لوکس و جذاب نیز به‌شمار می‌آید.

### ب ام و سری X
در انتهای دهه ۱۹۹۰ میلادی و در پی افزایش تقاضای مشتریان برای خودروهای شاسی بلند سایزهای کوچک و متوسط، شرکت خودروسازی آلمانی ب ام و (BMW) همراه با رقیب سنتی خود شرکت مرسدس بنز (Mercedes Benz) دست به طراحی و تولید این کلاس از خودروها زد. این شرکت با ارائه مدل X5 در سال ۱۹۹۹ که بر پایه و پلتفرم ب ام و سری ۵ ساخته شده بود، رسماً به جرگه تولیدکنندگان خودروهای شاسی بلند با کیفیت بالا و لوکس و قدرتمند پیوست و خود را به عنوان رقیبی برای خودروسازان آمریکایی و ژاپنی در این کلاس بدنه از خودروها مطرح نمود.
از نمونه‌های تولید شده در کلاس بدنه ب ام و سری X می‌توان از نمونه‌های زیر نام برد:
- ب ام و X1
- ب ام و X2
- ب ام و X3
- ب ام و X4
- ب ام و X5
- ب ام و X6
- ب ام و X7

### ب ام و سری i
مدرن‌ترین مدل از خودروهای تولیدی این شرکت ب ام و سری i است. شرکت ب ام و، مدل‌های سری i را برای اولین بار در سال ۲۰۱۱ میلادی و به منظور تولید خودروهای هیبریدی (Hybrid Cars) با استفاده از پیشرانه‌های الکتریکی این زیر مجموعه راه اندازی نمود.
برنامه اولیه این شرکت طراحی دو نمونه با نام‌های ب ام و i3 و ب ام و i8 بود که به عنوان دو مدل مفهومی (Concept Car) در نمایشگاه خودروی فرانکفورت سال ۲۰۱۱ میلادی به نمایش درآمده بودند. در حال حاضر خودروهای این بخش از شرکت ب ام و تحت عنوان iPerformance تولید شده و شامل نمونه‌های زیر می‌گردند:
- ب ام و i3
- ب ام و i8

### ب ام و سری M
مدل‌های ب ام و سری M که بر پایه قدرتمندترین نمونه‌های سری‌های مختلف این شرکت تولید شده، در بخش مجزایی از شرکت ب ام و با نام M Power تولید می‌شوند. خودروهای ب ام و سری M علاوه بر قابلیتهای دینامیکی بسیار بالا، از تغییراتی در ظاهر خودرو نیز برخوردار شده که آنها را با مدل‌های استاندارد متفاوت می‌نماید.
نمونه‌های تولیدی ب ام و سری M در حال حاضر عبارتند از:
- ب ام و سری ۲ با مدل M2 کوپه بنزینی
- ب ام و M3 سدان بنزینی
- ب ام و M4 کوپه بنزینی
- ب ام و M4 سقف بازشو بنزینی
- ب ام و M5 سدان بنزینی
- ب ام و M6 گرند کوپه بنزینی
- ب ام و M6 سقف بازشو بنزینی
- ب ام و X5M بنزینی
- ب ام و X6M بنزینی